# Станіславув (гміна Жечиця)
Станіславув (пол. Stanisławów) — село в Польщі, у гміні Жечиця Томашовського повіту Лодзинського воєводства.
Населення — 79 осіб (2011).
У 1975-1998 роках село належало до Пйотрковського воєводства.

## Демографія
Демографічна структура станом на 31 березня 2011 року:
|          | Загалом | Допрацездатний вік | Працездатний вік | Постпрацездатний вік |
| -------- | ------- | ------------------ | ---------------- | -------------------- |
| Чоловіки | 39      | 5                  | 27               | 7                    |
| Жінки    | 40      | 10                 | 21               | 9                    |
| Разом    | 79      | 15                 | 48               | 16                   |